# Pyromellietzuur
Pyromellietzuur is een vierwaardig aromatisch carbonzuur, waarbij de vier carboxygroepen symmetrisch verbonden zijn met de benzeenring.

## Synthese
Aromatische carbonzuren zoals pyromellietzuur, worden geproduceerd door de katalytische oxidatie van een aromatische koolwaterstof waarop oxideerbare groepen zoals alkylgroepen of een aldehyde gesubstitueerd zijn. Voor pyromellietzuur komen bijvoorbeeld dureen (1,2,4,5-tetramethylbenzeen) en 2,4,5-trimethylbenzaldehyde als grondstof in aanmerking.
De reactie kan zowel in de vloeibare als in de gasfase gebeuren. In de gasfaseoxidatie, met lucht of een zuurstofrijk gas als oxidans, verkrijgt men in hoofdzaak de anhydridevorm, die desublimeert als men het gasmengsel na de reactie afkoelt. Met de vloeibare oxidatie verkrijgt men het vrije zuur. Er kan daarbij ook salpeterzuur als oxidans gebruikt worden.

## Toepassingen
Pyromellietzuur zelf heeft geen commerciële toepassingen, wel in de vorm van esters, zouten en het dianhydride. Pyromellietzuurdianhydride wordt gebruikt voor de productie van polyimiden: dit zijn speciale polymeren die uitstekende hittebestendigheid en elektrisch isolerende eigenschappen bezitten en vooral gebruikt worden als coatingmateriaal. Het wordt ook gebruikt als crosslinker voor alkydharsen.
Zouten van pyromellietzuur met amines zijn voorgesteld als component in epoxy-coatingmaterialen.
Bepaalde esters van pyromellietzuur kunnen gebruikt worden om textielvezels te behandelen teneinde deze waterafstotend en antistatisch te maken. Andere esters worden gebruikt in composiet-tandvulling om de hechting ervan aan tandglazuur en dentine te verbeteren.